# Giovanni Rubbiani
Giovanni Rubbiani (Caluso, 1965) è un musicista e chitarrista italiano.

## Biografia
Inizia la sua carriera musicale nel 1988 nei "Lontano da dove".
Nel 1990 insieme ad Alberto Cottica ed Alberto Morselli dei "Lontano da dove" si interessa al folk irlandese e contribuisce a fondare il gruppo che prenderà il nome di Modena City Ramblers nel febbraio del 1991, gruppo in cui suona la chitarra acustica, oltre a dare un contributo importante nella stesura dei testi e delle musiche. Con i Ramblers incide 6 album tra il 1993 e il 1999. Il giorno dell'uscita dell'album Fuori campo nel 1999  Rubbiani annuncia la sua intenzione di lasciare il gruppo. L'ultimo concerto di Giovanni come membro effettivo dei Modena City Ramblers è quello del capodanno del 2000 in Piazza Grande a Modena, insieme a Goran Bregović.
Giovanni Rubbiani andrà a fondare i Caravane de Ville, con cui ha registrato 3 album. Dal 2000 in poi continuerà comunque a collaborare con i Ramblers in numerose occasioni, oltre a partecipare al tour invernale dell'annata 2002/2003. Si registrano partecipazioni di Rubbiani sia nei concerti di Cisco (da quando ha lasciato i Modena nel 2005) che nei concerti dei Ramblers stessi. Sostituisce Kaba, che si era fratturato cinque costole cadendo dal palco, nell'Onda Libera tour dell'estate 2009. 
Ha collaborato come songwiter a diversi album di Cisco, scrivendo numerosi brani tra cui Diamanti e carbone, Il mulo, Matrimoni e funerali, Bianca, Baci e abbracci. Sempre come songwriter ha partecipato al disco Non fa paura di Cisco e Bandabardò, firmando tre brani (Non fa paura, Onda, Sono un eroe). Ha inciso un disco con il gruppo etno-elettronico dei Babel.
Nel 2009 ha suonato con Cisco e Alberto Cottica nel tour "40 anni, storie di Ramblers, d'innocenza, d'esperienza".
Con loro nel 2017 ha pubblicato il disco "I Dinosauri", a cui è seguito un tour teatrale. Vive a Correggio.

## Discografia

### Come Giovanni Rubbiani
- 2016 - I dinosauri con Cisco e Alberto Cottica (Edel, 0211683EIT)
- 2016 - 40 anni (Storie di Ramblers, D’Innocenza, D’Esperienza) con Cisco e Alberto Cottica

### Con Lontano da dove
- 1987 -	Lontano da dove

### Con i Modena City Ramblers
- 1993 -	Combat Folk
- 1994 - Riportando tutto a casa
- 1996 - La grande famiglia
- 1997 - Terra e libertà
- 1998 - Raccolti
- 1999 - Fuori campo

### Con i Caravane de ville
- 2001 - Metropolis
- 2004 - Casbah
- 2021 - Dietro la porta